# 科尔贝伊塞尔
科尔贝伊塞尔（法語：Corbeil-Cerf，法語發音：[kɔʁbɛj sɛʁ]）是法国瓦兹省的一个市镇，属于博韦区。

## 地理
科尔贝伊塞尔（49°16'47"N, 2°6'13"E）面积3.95 平方千米，位于法国上法蘭西大區瓦兹省，该省份为法国北部内陆省份，北起索姆省，西接厄尔省和滨海塞纳省，南至塞纳-马恩省和瓦兹河谷省，东临埃纳省。
与科尔贝伊塞尔接壤的市镇（或旧市镇、城区）包括：泰勒地区拉布瓦西耶尔、洛尔迈松、梅吕、拉德雷讷、圣克雷潘-伊布维莱尔。

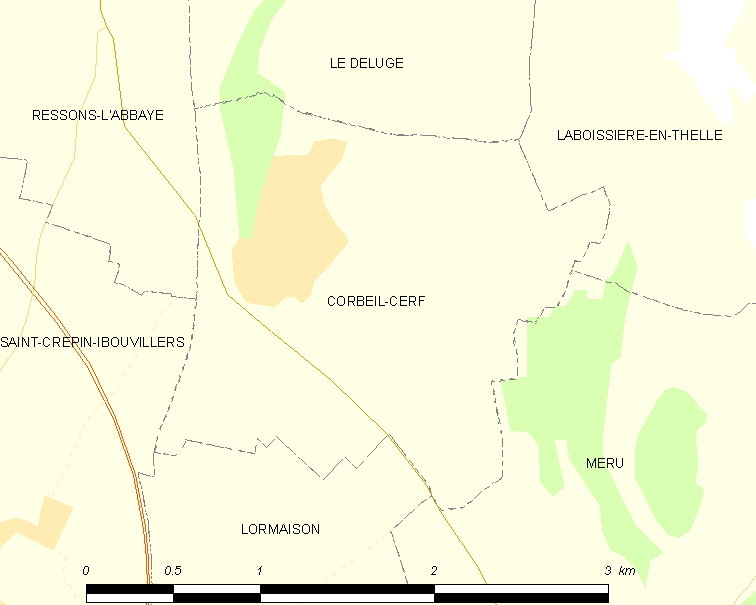
科尔贝伊塞尔的OSM定位图

科尔贝伊塞尔的时区为UTC+01:00、UTC+02:00（夏令时）。

## 行政
科尔贝伊塞尔的邮政编码为60110，INSEE市镇编码为60162。

## 政治
科尔贝伊塞尔所属的省级选区为韦克桑地区肖蒙县。

## 人口

1962-2008年间科尔贝伊塞尔人口变化图示

科尔贝伊塞尔于2022年1月1日时的人口数量为332人。